# Irena Laskarina
Irena Laskarina (? – 1239) byla nikájskou císařovnou. Narodila se jako dcera nikájského císaře Theodora I. Laskarida a jeho první manželky Anny Komneny Angeliny, dcery byzantského císaře Alexia III. a Eufroziny Dukainy Kamatery. Irenina sestra Marie Laskarina se provdala za uherského krále Bélu IV.
Irena se poprvé provdala za generála Andronika Palailoga, po jeho smrti se v roce 1212 provdala za otcova jmenovaného nástupce, budoucího císaře Jana III. S Janem měla jednoho syna, budoucího císaře Theódora II. Po jeho narození spadla z koně a byla tak zraněná, že nemohla mít další děti. Vstoupila do kláštera a přijala jméno Evženie. V klášteře v roce 1239, patnáct let před svým manželem, zemřela.
Irena je historiky oceňována za svou skromnost a obezřetnost, po jejím vzoru se také značně zlepšila morálka jejího národa.